# Radłów (gmina, Opole)
Radłów est une gmina rurale du powiat de Olesno, Opole, dans le sud-ouest de la Pologne. Son siège est le village de Radłów, qui se situe environ 11 km au nord-est d'Olesno et 52 km au nord-est de la capitale régionale Opole.
La gmina couvre une superficie de 86,02 km2 pour une population de 4 575 habitants.

## Géographie
La gmina inclut les villages de Radłów, Biskupice, Biskupskie Drogi, Kolonia Biskupska, Kościeliska, Ligota Oleska, Nowe Karmonki, Psurów, Stare Karmonki, Sternalice, Wichrów et Wolęcin
La gmina borde les gminy de Gorzów Śląski, Krzepice, Olesno, Praszka et Rudniki.